# Суптропско језеро
Суптропско језеро је језеро којем је према термичкој класификацији површински слој воде увек виши од 4°C. Овде се запажа дирењктна термичка стратификација, тј. температура опада од површине према дну. Постоји једна циркулације водене масе, и то током зиме. Суптропска језера су карактеристична за суптропску климу, а као најбољи примери издвајају се Скадарско, Прокљанско и др.